# زين عبده باهارون
زين عبده باهارون أصله من حضرموت من منطقة تريم وقد كان تاجراً ويعلم أهمية التجارة الدولية والحفاظ على رؤؤس المال الاجنبية وعدم تنفيرها من عدن.
بعد وفاة الوزير السابق حسن علي بيومي عين رئيسا للوزراء من قبل الحاكم جونستون في التاسع من يوليو/تموز 1963م وتم انتخابه بعد ذلك واستمر في منصبه إلى 23 يناير/كانون الثاني 1965م.
وقد ترك تشارلز جونستون عدن بعد ثلاثة سنوات من الحكم وكان من المفترض أن يتولى الحكم من بعده وهذا من مقررات بنود المجلس الموحد عن الانسحاب لكن المجلس لم يدم طويلا.